# Penser la guerre, Clausewitz
Penser la guerre, Clausewitz est un livre du sociologue français Raymond Aron paru en 1976 aux éditions Gallimard (collection "Bibliothèque des Sciences humaines"). Il comprend deux tomes : I : L'Âge européen ; II : L'Âge planétaire.
Cet essai a obtenu l'année de sa parution le Grand prix de la Fondation de France et le Prix Paul-Valéry. Il a été réédité dans la collection "Tel" de Gallimard (n° 367) en 2009. 